# Стрелец А*
Стрелец А* (произнася се „Sagittarius A-star“, стандартна абревиатура Sgr A*) е ярък и много компактен астрономически радиозточник в центъра на Млечния път, близо до границите на съзвездията Стрелец и Скорпион. Част е от по-голям астрономически обект, познат като Стрелец А. Стрелец А* се приема за местоположение на свръхмасивна черна дупка, като тези, които днес широко се приема, че съществуват в центъра на повечето спирални и елиптични галактики. Наблюдения на звездата S2, която орбитира около Стрелец А* са използвани да покажат наличието на, и да дадат данни за, свръхмасивна черна дупка в центъра на Млечния път и водят до заключението, че Стрелец А* е мястото на тази черна дупка.
През 2023 и 2024 г. астрономи наблюдават Стрелец A* с помощта на космическия телескоп „Джеймс Уеб“ и откриват, че тя показва необичайно активна и променлива природа. По време на наблюденията се регистрират постоянни колебания в яркостта и внезапни изблици на енергия, без ясен повтарящ се модел. Черната дупка проявява активност всеки път по различен начин, което я прави уникална в сравнение с други свръхмасивни черни дупки.
Учените предполагат, че по-малките изригвания са причинени от смущения в акреционния диск – въртящ се пръстен от газ и прах около черната дупка. По-големите изблици вероятно са резултат от взаимодействия на магнитни полета в диска, които освобождават енергия и ускоряват частици с почти светлинна скорост.